# 和歌山県道37号日置川大塔線
和歌山県道37号日置川大塔線（わかやまけんどう37ごう ひきがわおおとうせん）は、和歌山県西牟婁郡白浜町と田辺市を結ぶ県道（主要地方道）である。

## 概要
日置川に沿って走る路線で、日置川地区をほぼ南北に貫き、主要な集落をつなぐ生活道路である。日置 - 紀伊日置駅 - 田野井（たのい）の区間や、一部の集落周辺（安居（あご） - 向平（むかいだいら））は2車線整備がされているものの、その他は1車線ほどの狭隘かつ見通しの悪いカーブを持つ部分が多い。

### 路線データ
- 実延長：28.514km
- 起点：白浜町日置（ひき）（日置大橋交差点＝国道42号・和歌山県道223号日置港線）
- 終点：田辺市合川（ごうがわ）（三川橋西詰交差点＝国道371号）

## 歴史
- 1993年（平成5年）5月11日 - 建設省から、県道日置川大塔線が日置川大塔線として主要地方道に指定される[1]。

## 路線状況

### 重複区間
- 和歌山県道36号上富田すさみ線（西牟婁郡白浜町宇津木 - 西牟婁郡白浜町玉伝）
- 和歌山県道221号市鹿野鮎川線（西牟婁郡白浜町市鹿野 - 田辺市小谷）

## 地理

### 通過する自治体
- 西牟婁郡白浜町
- 田辺市

### 交差する道路
- 国道42号・和歌山県道223号日置港線（起点）
- 紀勢自動車道 日置川インターチェンジ
- 和歌山県道36号上富田すさみ線（西牟婁郡白浜町宇津木）
- 和歌山県道36号上富田すさみ線（西牟婁郡白浜町玉伝）
- 和歌山県道221号市鹿野鮎川線（西牟婁郡白浜町市鹿野）
- 和歌山県道221号市鹿野鮎川線（田辺市小谷）
- 国道371号（終点）

### 沿線にある施設など
- JR 紀勢本線 紀伊日置駅